# اندیس قره دره۱
قره دره۱ یک اندیس فلزی است که در حوالی شهر تاکستان استان قزوین قرار دارد و مادهٔ معدنی موجود در آن، سرب و روی است.  